# Эверетт Силвертипз
«Эверетт Силвертипз» (англ. Everett Silvertips) — молодёжный хоккейный клуб из города Эверетт, штат Вашингтон, США. Выступает в Западной хоккейной лиге (WHL), одной из трёх лиг, составляющих Канадскую хоккейную лигу (CHL). «Силвертипз» присоединились к WHL в качестве команды расширения в сезоне 2003-04. Команда названа в честь медведей Гризли, обитающих на Тихоокеанском Северо-Западе.

## История
В своём дебютном сезоне «Силвертипз», под руководством генерального менеджера Дуга Сетерта и главного тренера Кевина Константайна выиграла титул дивизиона Соединённых Штатов с рекордом 35-27-8-2, а также установила рекорд для команды первого года в любой из главных юниорских хоккейных лиг Канадской хоккейной лиги (OHL, QMJHL и WHL), набрав 80 очков в регулярном чемпионате, что превзошло прежний рекорд, установленный командой «Лонгёй Шевалье» из QMJHL в 1982-83 годах. В этом же сезоне команда дошла до финала чемпионата, где в четырёх играх уступила команде «Медисин-Хат Тайгерс».

## Достижения
- Финалист WHL : 2004, 2018;
- Победитель регулярного сезона (1): 2006–07;

## Логотипы
- Логотип к 15-летию «Силвертипз»